# Челатика-Толари (Бергамо)
Челатика-Толари је насеље у Италији у округу Бергамо, региону Ломбардија.
Према процени из 2011. у насељу је живело 754 становника. Насеље се налази на надморској висини од 253 м.